# آير، داكوتا الشمالية
آير (بالإنجليزية: Ayr, North Dakota)‏ هي مدينة تقع في ولاية داكوتا الشمالية في الولايات المتحدة. تبلغ مساحة هذه المدينة 0.21 (كم²)، وترتفع عن سطح البحر 367 م، بلغ عدد سكانها 17 نسمة في عام 2010 حسب إحصاء مكتب تعداد الولايات المتحدة.

## التركيبة السكانية
قام مكتب تعداد الولايات المتحدة بتحديد بيانات التركيبة السكانية لآير، داكوتا الشمالية في تعداد الولايات المتحدة. في ما يلي، التركيبة السكانية حسب تعدادي 2000 و2010.

### تعداد عام 2000
بلغ عدد سكان آير، داكوتا الشمالية 23 نسمة بحسب تعداد عام 2000، وبلغ عدد الأسر 11 أسرة وعدد العائلات 7 عائلة مقيمة في المدينة. في حين سجلت الكثافة السكانية 279.5 نسمة لكل ميل مربع (107.9/كم2). وبلغ عدد الوحدات السكنية 13 وحدة بمتوسط كثافة قدره 158.0 نسمة لكل ميل مربع (61.0/كم2).
وتوزع التركيب العرقي للمدينة بنسبة 86.96% من البيض و 13.04% من عرقين مختلطين أو أكثر.
بلغ عدد الأسر 11 أسرة كانت نسبة 9.1% منها لديها أطفال تحت سن الثامنة عشر تعيش معهم، وبلغت نسبة الأزواج القاطنين مع بعضهم البعض 63.6% من أصل المجموع الكلي للأسر، وكانت نسبة 27.3% من غير العائلات. تألفت نسبة 27.3% من أصل جميع الأسر من أفراد ونسبة 18.2% كانوا يعيش معهم شخص وحيد يبلغ من العمر 65 عاماً فما فوق. وبلغ متوسط حجم الأسرة المعيشية 2.38، أما متوسط حجم العائلات فبلغ 2.09.
بلغ العمر الوسطي للسكان 50 عاماً. وكانت نسبة 13.0% من القاطنين تحت سن الثامنة عشر، وكانت نسبة 4.3% بين الثامنة عشر والأربعة وعشرون عاماً، ونسبة 21.7% كانت واقعةً في الفئة العمرية ما بين الخامسة والعشرون حتى والأربعة وأربعون عاماً، ونسبة 17.4% كانت ما بين الخامسة والأربعون حتى الرابعة والستون، ونسبة 43.5% كانت ضمن فئة الخامسة والستون عاماً فما فوق. يوجد لكل 100 أنثى 76.9 ذكر، ويوجد لكل 100 أنثى في الثامنة عشر من عمرها فما فوق 100.0 ذكر.
بلغ متوسط دخل الأسرة في المدينة 46,875 دولار، أما متوسط دخل العائلة فبلغ 139,068 دولار. وكان متوسط دخل الذكور 33,750 دولار مقابل 0 دولار للإناث. وسجل دخل الفرد الخاص بالمدينة 55,567 دولار.

### تعداد عام 2010
بلغ عدد سكان آير، داكوتا الشمالية 17 نسمة بحسب تعداد عام 2010، وبلغ عدد الأسر 9 أسرة وعدد العائلات 4 عائلة مقيمة في المدينة. في حين سجلت الكثافة السكانية 212.5 نسمة لكل ميل مربع (82.0/كم2). وبلغ عدد الوحدات السكنية 10 وحدة بمتوسط كثافة قدره 125.0 لكل ميل مربع (48.3/كم2).
وتوزع التركيب العرقي للمدينة بنسبة 100.0% من البيض.
بلغ عدد الأسر 9 أسرة كانت نسبة 11.1% منها لديها أطفال تحت سن الثامنة عشر تعيش معهم، وبلغت نسبة الأزواج القاطنين مع بعضهم البعض 44.4% من أصل المجموع الكلي للأسر، وكانت نسبة 55.6% من غير العائلات. تألفت نسبة 55.6% من أصل جميع الأسر من أفراد ونسبة 22.2% كانوا يعيش معهم شخص وحيد يبلغ من العمر 65 عاماً فما فوق. وبلغ متوسط حجم الأسرة المعيشية 3.00، أما متوسط حجم العائلات فبلغ 1.89.
بلغ العمر الوسطي للسكان 56.3 عاماً. وكانت نسبة 23.5% من القاطنين تحت سن الثامنة عشر، وكانت نسبة 0.1% بين الثامنة عشر والأربعة وعشرون عاماً، ونسبة 17.7% كانت واقعةً في الفئة العمرية ما بين الخامسة والعشرون حتى والأربعة وأربعون عاماً، ونسبة 23.6% كانت ما بين الخامسة والأربعون حتى الرابعة والستون، ونسبة 35.3% كانت ضمن فئة الخامسة والستون عاماً فما فوق. وتوزع التركيب الجنسي للسكان بنسبة 41.2% ذكور و58.8% إناث.

## وصلات خارجية
- The US50 - Cities and Towns in North Dakota State